# Asthenotricha semidivisa
Asthenotricha semidivisa là một loài bướm đêm trong họ Geometridae.